# Arturo De Vecchi
Arturo De Vecchi (30 de abril de 1898-6 de enero de 1988) fue un deportista italiano que compitió en esgrima, especialista en la modalidad de sable.
Participó en dos Juegos Olímpicos de Verano en los años 1928 y 1932, obteniendo una medalla de plata en Los Ángeles 1932 en la prueba por equipos. Ganó dos medallas de plata en el Campeonato Mundial de Esgrima en los años 1930 y 1931.

## Palmarés internacional
| Juegos Olímpicos   | Juegos Olímpicos             | Juegos Olímpicos | Juegos Olímpicos  |
| Año                | Lugar                        | Medalla          | Prueba            |
| ------------------ | ---------------------------- | ---------------- | ----------------- |
| 1932               | Los Ángeles (Estados Unidos) | Medalla de plata | Sable por equipos |
| Campeonato Mundial |                              |                  |                   |
| Año                | Lugar                        | Medalla          | Prueba            |
| 1930               | Lieja (Bélgica)              | Medalla de plata | Sable por equipos |
| 1931               | Viena (Austria)              | Medalla de plata | Sable por equipos |